# نینکه هومس
نینکه هومس (انگلیسی: Nienke Hommes؛ زادهٔ ۲۰ فوریهٔ ۱۹۷۷) قایقران روئینگ اهل پادشاهی هلند است.